# Sophista
Sophista is een geslacht van vlinders van de familie van de dikkopjes (Hesperiidae), uit de onderfamilie van de Pyrginae. De wetenschappelijke naam en de beschrijving van dit geslacht zijn voor het eerst gepubliceerd in 1879 door Carl Plötz.

## Soorten
- Sophista aristoteles (Westwood, 1852)
- Sophista latifasciata (Spitz, 1930)
- Sophista matto Evans, 1953
- Sophista plinius Plötz, 1882
- Sophista spectrum Siewert, Zacca, Mielke & Casagrande, 2016